# هيسيل دي فريس
هيسيل دي فريس (بالهولندية: Hessel de Vries)‏ (و. 1916 – 1959 م) هو فيزيائي، وأستاذ جامعي من مملكة الأراضي المنخفضة . ولد في آ أن هونزه . وكان عضواً في الأكاديمية الملكية الهولندية للفنون والعلوم .
توفي عن عمر يناهز 43 عاماً.

## مناصب وهيئات
أدار جامعة خرونينغن.